# Aureed Island
Aureed Island ist eine kleine Koralleninsel im Zentrum des Archipels der Torres-Strait-Inseln. Die flache Insel ist 1,7 Kilometer lang und maximal gut 400 Meter breit. Sie liegt im nordwestlichen Bereich einer 6,30 km großen Riffplattform. Sie ragt kaum einen Meter über Meeresniveau und ist auch nur spärlich bewachsen.
Aureed ist flächenmäßig die größte Insel der sieben Bourke-Inseln und gehört verwaltungstechnisch zu den Central Islands, einer Inselregion im Verwaltungsbezirk Torres Shire des australischen Bundesstaats Queensland.
Die Insel ist unbewohnt.